# Scandio-fluoro-eckermannite
La scandio-fluoro-eckermannite (simbolo IMA: Sfeck) è un minerale molto raro del supergruppo dell'anfibolo, all'interno del quale viene collocato nel "gruppo degli anfiboli con W(OH,F,Cl)-dominante" e da lì al sottogruppo degli anfiboli di sodio dove occupa un posto nel "gruppo contenente la radice eckermannite nel nome"; essendo un anfibolo, appartiene agli inosilicati e pertanto alla famiglia minerale dei "silicati", e possiede composizione chimica NaNa2(Mg4Sc)Si8O22F2.
La scandio-fluoro-eckermannite è definita con:
- catione sodio dominante in posizione A
- catione magnesio dominante in posizione C2+
- catione scandio dominante in posizione C3+
- anione fluoro dominante in posizione W.

## Etimologia e storia
Il minerale prende il nome dalla sua composizione chimica, dalla sua relazione con l'eckermannite e in base alla revisione del supergruppo degli anfiboli del 2012.

## Classificazione
Essendo stata approvata dall'Associazione Mineralogica Internazionale (IMA) nel 2024, la scandio-fluoro-eckermannite non è presente nella classica nona edizione della sistematica dei minerali di Strunz, che è stata aggiornata dall'IMA fino al 2009.
La scandio-fluoro-eckermannite è presente nell'edizione successiva, proseguita dal database "mindat.org" e chiamata Classificazione Strunz-mindat, nella quale il minerale è elencato nella classe "9. Silicati (germanati)" e da lì nella sottoclasse "9.D Inosilicati"; questa viene suddivisa più finemente in base alla struttura cristallina del minerale, in modo tale da trovare la scandio-fluoro-eckermannite nella sezione "9.DE Inosilicati con catene doppie di periodo 2, Si4O11; clinoanfiboli", dove forma il sistema nº 9.DE.25.

## Abito cristallino
La scandio-fluoro-eckermannite cristallizza nel sistema monoclino nel gruppo spaziale C2/m (gruppo nº 12) con i parametri reticolari a = 9,8212(3) Å, b = 18,0866(2) Å, c = 5,3091(2) Å e β = 103,767(4)°, oltre ad avere 2 unità di formula per cella unitaria.

## Origine e giacitura
La scandio-fluoro-eckermannite è stata trovata in minerali di ferro-REE a bande che si sono formati a causa della fenitizzazione causata a sua volta dall'intrusione di carbonatite; la paragenesi è con i minerali del gruppo della monazite, minerali del gruppo della bastnäsite, magnetite, biotite, fluorite, bazzite, thortveitite e magnesio-fluoro-arfvedsonite.
Il minerale è rarissimo ed è stato trovato solo nella sua località tipo, il deposito di "Bayan Obo" (41.79583°N 109.96944°E) presso l'omonima città della Mongolia Interna (in Cina).

## Forma in cui si presenta in natura
La scandio-fluoro-eckermannite si presenta in cristalli e aggregati euedrali o subedrali, che appaiono sia come zone interne di una sequenza di cristallizzazione da scandio-fluoro-eckermannite a magnesio-fluoro-arfvedsonite, sia come particelle omogenee a grana fine, che raggiungono dimensioni fino a 350 μm e circa il 7% in peso di contenuto di ossido di scandio (Sc2O3). Il minerale è trasparente con lucentezza vitrea; il colore va dal giallo chiaro al blu chiaro, mentre quello del suo striscio è grigio bluastro.